# Castel Stachlburg
Castel Stachlburg (in tedesco Stachlburg) è un castello medievale che si trova nel paese di Parcines in Alto Adige.

## Storia
Il nucleo originario del castello, il mastio, risale probabilmente al 1250. La torre era dei signori di Parcines della famiglia dei Taranti (Tarantsberg).
Nel 1547 il castello diventa di proprietà di Georg Stachl, prima burgravio del vicino Castel Foresta, che nel 1538 fu insignito del titolo nobiliare di von Stachlburg.
Nel 1552 il castello risulta ancora tra i possedimenti dei Taranti col nome di Tarantshube: solo nel 1576 viene indicato per la prima volta come Stachlburg.
L'ultimo conte von Stachlburg, Giovanni, morì durante la seconda battaglia del Bergisel il 25 maggio 1809. La sua terza figlia sposò Aloys von Schneeburg portandogli in dote il castello. In seguito fu dei Giovannelli e dal 1945 dei von Kripp, attuali proprietari.

## Descrizione
Il castello è composto da due edifici principali che si estendono a est e a ovest del mastio. L'edificio occidentale risale al 1300 mentre quello orientale fu costruito tra il XV e il XVI secolo e contiene una stube rinascimentale. I due edifici, inizialmente separati, furono uniti nel 1600 da un terzo edificio con un arco. Nell'edificio orientale nel 1727 fu costruita una camera da musica con tetto a stucchi e decorazioni parietali allegoriche.
Attualmente il castello è sede della cantina di famiglia, che produce vino biologico, e non è normalmente visitabile.